# Néstor Calvo Pichardo
Néstor Calvo Pichardo (Sòria, 1964) és un director de fotografia espanyol. Fill i net de metges, la seva mare era una infermera afeccionada a la fotografia. El 1987 va començar a treballar a l'Institut de RTVE, on fou meritori d'Alfredo F. Mayo. El 1992 va accedir per oposició al departament de Filmats de RTVE i el 1993 fou ajudant de càmera a la sèrie Para Elisa. Després es va matricular a la Film & Television School de Beaconsfield (Regne Unit), on fou alumne de Walter Lassally.
Va fer fotografia publicitària per Coca-Cola, Iberia, Mercedes Benz, Audi, Nike, Cruzcampo o Nissan, i va guanyar el Gran Sol al Festival Iberoamericà de la Comunicació Publicitària el 1998 amb una campanya que va fer amb Eduardo Maclean. Alhora, el 1996 va debutar com a director de fotografia en el seu primer llargmetratge Más que amor, frenesí i el 1998 a Los años bárbaros. El 2002 fou nominat al Goya a la millor fotografia per Nos miran. El 2006 va fer una exposició de fotografies sobre pobles indígenes de Colòmbia titulada Paraíso Wintukwa. Indígenas en el punto de mira i el 2010 obre l'espai ecològic La madalena de Proust.

## Filmografia
- Más que amor, frenesí (1996)
- Los años bárbaros (1998)
- Los lobos de Washington (1999)
- La mujer más fea del mundo (1999)
- Nos miran (2002)
- Los novios búlgaros (2002)
- Tiempo de tormenta (2003)
- El Lobo (2004)
- Semen: Una historia de amor (2005)
- El próximo oriente (2006)
- Flores negras (2009)
- La nit que va morir l'Elvis (2009)
- La noche que mi madre mató a mi padre (2016)
- Estoy vivo (2017-2018)
- El accidente (2018)